# Privilegio petrino
Con l’espressione privilegio petrino si intende la facoltà con cui la Chiesa riconosce a se stessa, in determinati casi, il potere di sciogliere i matrimoni non sacramentali. L'espressione è in realtà una definizione convenzionale e discussa, pertanto viene sempre meno utilizzata.
Ciò avviene «in favorem fidei» e tuttavia, mentre nei casi identificati dal privilegio paolino (Cann. 1143-1147) e quelli di cui ai Cann. 1148-1149 del Codice di Diritto Canonico i matrimoni sono sciolti ipso iure, cioè in forza della legge stessa e senza la necessità del ricorso all’autorità, in questo caso invece si tratta di una particolare facoltà riservata al Romano Pontefice.
Si applica «ai matrimoni contratti dalle parti delle quali almeno una non sia battezzata» e i casi per cui si chieda lo scioglimento «devono essere sottoposti caso per caso al Romano Pontefice, il quale, dopo attento esame preliminare svolto presso la Congregazione per la Dottrina della Fede, giudica secondo la sua sensibilità pastorale se lo scioglimento del vincolo sia da concedere o meno».
Tale facoltà è infine concessa «se, dopo un esame di tutte le circostanze che si riscontrano caso per caso, ciò gli sembrasse conveniente in favore della fede e per il bene delle anime».
Perché dunque possa verificarsi lo scioglimento di un matrimonio in favore della fede devono sussistere alcune condizioni, presentate all’interno delle Norme contenute nel documento Potestas Ecclesiae, emanato dall'allora Congregazione per la Dottrina della Fede il 30 aprile 2001.
Esse principalmente sono:
- almeno una delle parti non deve essere battezzata;
- non si deve avere consumazione del matrimonio dopo che ambedue i coniugi hanno ricevuto il battesimo;
- al momento della concessione del privilegio, deve essere verificata l’impossibilità di ristabilire la convivenza coniugale;
- la parte richiedente non deve essere stata la causa colpevole, esclusiva o prevalente, della fine della convivenza coniugale;
- la parte con la quale si devono contrarre o convalidare le nuove nozze non deve aver provocato colpevolmente la separazione dei coniugi.